# فيروس لانغيا هينيبا
فيروس لانغيا هينيبا (لاي في) هو نوع من فيروس هينيبا تم اكتشافه لأول مرة في مقاطعتي شاندونغ وخنان. واكتسب الفيروس تسميته من اسم بلدة أول مريضة أصيبت به، وهي تبلغ من العمر 53 عاماً من بلدة لانغيا في شاندونغ. وتسبب في إصابة ما لا يقل عن 35 شخصاً في الصين بين عامي 2018 و2022. معظم الحالات الـ35 من المزارعين وعدد من عمال المصانع، ولا يبدو أن الحالات مرتبطة بعضها ببعض إذ لم تكن هناك حالات إصابة في نفس العائلة أو خلال فترة زمنية قصيرة أو سابقة مرور المصابين بنفس الأماكن. لكن غالبية المصابين أكدوا تواصلهم المباشر مع حيوانات في غضون شهر من ظهور أعراض المرض. أما أعراضه فهي تنفسيّة بالأساس وتشمل الحمى والتعب والسعال والالتهاب الرئوي الحاد وفقدان الشهية وآلام العضلات والصداع والقيء. ورصد العلماء أيضاً اضطرابات في وظائف الكلى والكبد لدى بعض المصابين. لم تسجل أي حالة وفاة بسبب الفيروس حتى الآن.